# Konrad Hammann
Konrad Hammann (* 2. August 1955 in Eschwege; † 1. Oktober 2020 in Münster) war ein deutscher Kirchenhistoriker.

## Leben und Wirken
Hammann wurde 1955 im nordhessischen Eschwege geboren. Nach dem Abitur 1974 in Frankenberg/Eder und Zivildienst ebendort studierte er ab 1976 in Marburg/Lahn, Tübingen, München und Göttingen evangelische Theologie, 1980 legte er das erste theologische Examen ab, es folgte ein Jahr als Assistent an der Universität München. Während seines Vikariates in Verden/Aller und Rotenburg (Wümme) sowie seiner Tätigkeit als Pfarrer in Steinatal (Evangelische Kirche von Kurhessen-Waldeck) verfasste er seine Dissertation zum Kirchenverständnis Martin Luthers, mit der er 1988 an der Ludwig-Maximilians-Universität München promoviert wurde. Von 1991 bis 2003 wirkte Hamann als Schulpfarrer in Göttingen. 1998 habilitierte er sich in an der Universität Göttingen mit einer Untersuchung zum Verhältnis der evangelischen Theologie zur Aufklärung. Dargestellt am Beispiel der Göttinger Universitätskirche im 18. Jahrhundert. Im Jahr 2003 wurde Hammann auf den Lehrstuhl für Systematische und Historische Theologie und ihre Didaktik an die Westfälische Wilhelms-Universität Münster berufen. Von 2008 bis 2012 war er zudem Prodekan und Dekan der Evangelisch-Theologischen Fakultät.
Besondere Bedeutung erreichte Hammann durch seine biographischen Werke. Bedeutsam ist vor allem seine zuerst 2009 erschienene Biographie Rudolf Bultmanns, die mehrere Auflagen erreichte. 2014 folgte eine Studie über den Alttestamentler Hermann Gunkel. Folgen sollte noch eine Biographie des Verlagsgründers Paul Siebeck, die Hammann aber nicht mehr vollenden konnte. Bekannt geworden ist Hammann zudem durch seine zahlreichen Rezensionen.

## Veröffentlichungen (Auswahl)
- Ecclesia spiritualis: Luthers Kirchenverständnis in den Kontroversen mit Augustin von Alveldt und Ambrosius Catharinus (= Forschungen zur Kirchen- und Dogmengeschichte. Bd. 44). Vandenhoeck & Ruprecht, Göttingen 1989, ISBN 3-525-55151-7 (Zugleich München, Universität, Dissertation, 1987/88).
- Die Göttinger Universitätskirche und ihr Ort in der Geschichte des Universitätsgottesdienstes im deutschen Protestantismus. Habilitations-Schrift Göttingen 1998.
- Kirche und Universität: Studien zur Kirchengeschichte Göttingens (= Arbeiten zur historischen und systematischen Theologie. Bd. 9). Lit, Berlin u. a. 2006, ISBN 3-8258-9485-1. [Teildruck der Habilitation.]
- Rudolf Bultmann. Eine Biographie. Mohr Siebeck, Tübingen 2009; 2., durchgesehene Auflage. Mohr Siebeck, Tübingen 2009; 3., erneut durchgesehene und ergänzte Auflage. Mohr Siebeck, Tübingen 2012, ISBN 978-3-16-150204-0.
- Hermann Gunkel. Eine Biographie. Mohr Siebeck, Tübingen 2014, ISBN 978-3-16-150446-4.
- Rudolf Bultmann und seine Zeit. Biographische und theologische Konstellationen. Mohr Siebeck, Tübingen 2016, ISBN 978-3-16-154911-3.
- Paul Siebeck und sein Verlag. Mohr Siebeck, Tübingen 2021, ISBN 978-3-16-153885-8.